# ATP de Eastbourne
O ATP de Eastbourne (também conhecido como Rothesay International Eastbourne, para fins de patrocínio), é um torneio profissional de tênis masculino disputado em quadra de grama no Devonshire Park Lawn Tennis Club, em Eastbourne, na Reino Unido.

## Finais

### Simples
| Ano                                                         | Campeão             | Vice-campeão           | Resultado           |
| ----------------------------------------------------------- | ------------------- | ---------------------- | ------------------- |
| 2025                                                        | Taylor Fritz        | Jenson Brooksby        | 7–5, 6–1            |
| 2024                                                        | Taylor Fritz        | Max Purcell            | 6–4, 6–3            |
| 2023                                                        | Francisco Cerúndolo | Tommy Paul             | 6–4, 1–6, 6–4       |
| 2022                                                        | Taylor Fritz        | Maxime Cressy          | 6–2, 46–7, 7–64     |
| 2021                                                        | Alex de Minaur      | Lorenzo Sonego         | 4–6, 6–4, 7–65      |
| Torneio não realizado em 2020 devido à pandemia de COVID-19 |                     |                        |                     |
| 2019                                                        | Taylor Fritz        | Sam Querrey            | 6–3, 6–4            |
| 2018                                                        | Mischa Zverev       | Lukáš Lacko            | 6–4, 6–4            |
| 2017                                                        | Novak Djokovic      | Gaël Monfils           | 6–3, 6–4            |
| Torneio não realizado entre 2016 e 2015                     |                     |                        |                     |
| 2014                                                        | Feliciano López     | Richard Gasquet        | 6–3, 56–7, 7–5      |
| 2013                                                        | Feliciano López     | Gilles Simon           | 7–62, 56–7, 6–0     |
| 2012                                                        | Andy Roddick        | Andreas Seppi          | 6–3, 6–2            |
| 2011                                                        | Andreas Seppi       | Janko Tipsarević       | 7–65, 3–6, 5–3, ab. |
| 2010                                                        | Michaël Llodra      | Guillermo García-López | 7–5, 6–2            |
| 2009                                                        | Dmitry Tursunov     | Frank Dancevic         | 6–3, 7–65           |

### Duplas
| Ano                                                         | Campeões                             | Vice-campeões                    | Resultado         |
| ----------------------------------------------------------- | ------------------------------------ | -------------------------------- | ----------------- |
| 2024                                                        | Neal Skupski Michael Venus           | Matthew Ebden John Peers         | 4–6, 7–62, [11–9] |
| 2023                                                        | Nikola Mektić Mate Pavić             | Ivan Dodig Austin Krajicek       | 6–4, 6–2          |
| 2022                                                        | Nikola Mektić Mate Pavić             | Matwé Middelkoop Luke Saville    | 6–4, 6–2          |
| 2021                                                        | Nikola Mektić Mate Pavić             | Rajeev Ram Joe Salisbury         | 6–4, 6–3          |
| Torneio não realizado em 2020 devido à pandemia de COVID-19 |                                      |                                  |                   |
| 2019                                                        | Juan Sebastián Cabal Robert Farah    | Máximo González Horacio Zeballos | 3–6, 7–64, 6–1    |
| 2018                                                        | Luke Bambridge Jonny O'Mara          | Ken Skupski Neal Skupski         | 7–5, 6–4          |
| 2017                                                        | Bob Bryan Mike Bryan                 | Rohan Bopanna André Sá           | 46–7, 6–4, [10–3] |
| Torneio não realizado entre 2016 e 2015                     |                                      |                                  |                   |
| 2014                                                        | Treat Huey Dominic Inglot            | Alexander Peya Bruno Soares      | 7–5, 5–7, [10–8]  |
| 2013                                                        | Alexander Peya Bruno Soares          | Colin Fleming Jonathan Marray    | 3–6, 6–3, [10–8]  |
| 2012                                                        | Colin Fleming Ross Hutchins          | Jamie Delgado Ken Skupski        | 6–4, 6–3          |
| 2011                                                        | Jonathan Erlich Andy Ram             | Grigor Dimitrov Andreas Seppi    | 6–3, 6–3          |
| 2010                                                        | Mariusz Fyrstenberg Marcin Matkowski | Colin Fleming Ken Skupski        | 6–3, 5–7, [10–8]  |
| 2009                                                        | Mariusz Fyrstenberg Marcin Matkowski | Travis Parrott Filip Polášek     | 6–4, 6–4          |